# Gibsonwüste

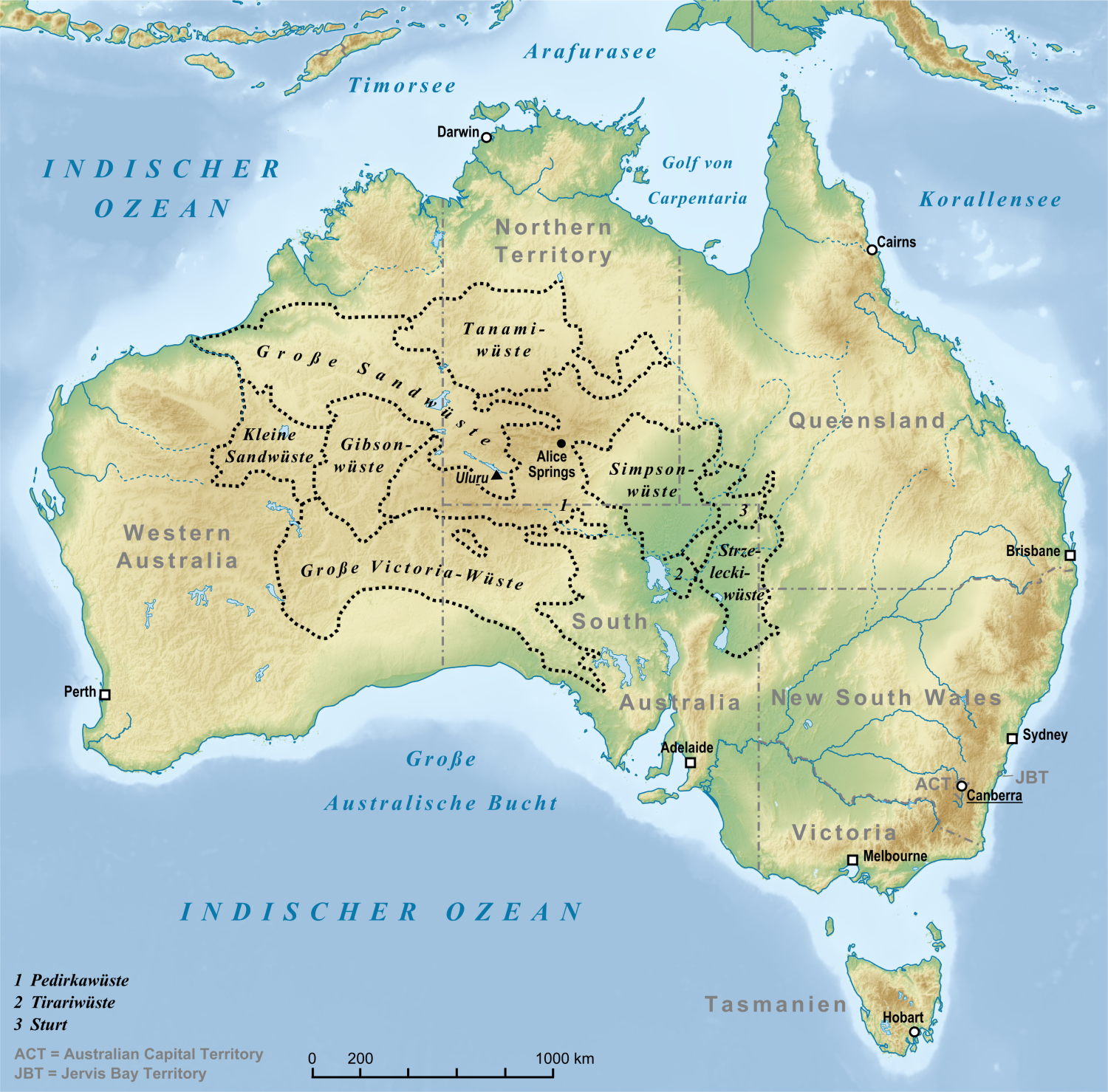
Australische Wüsten

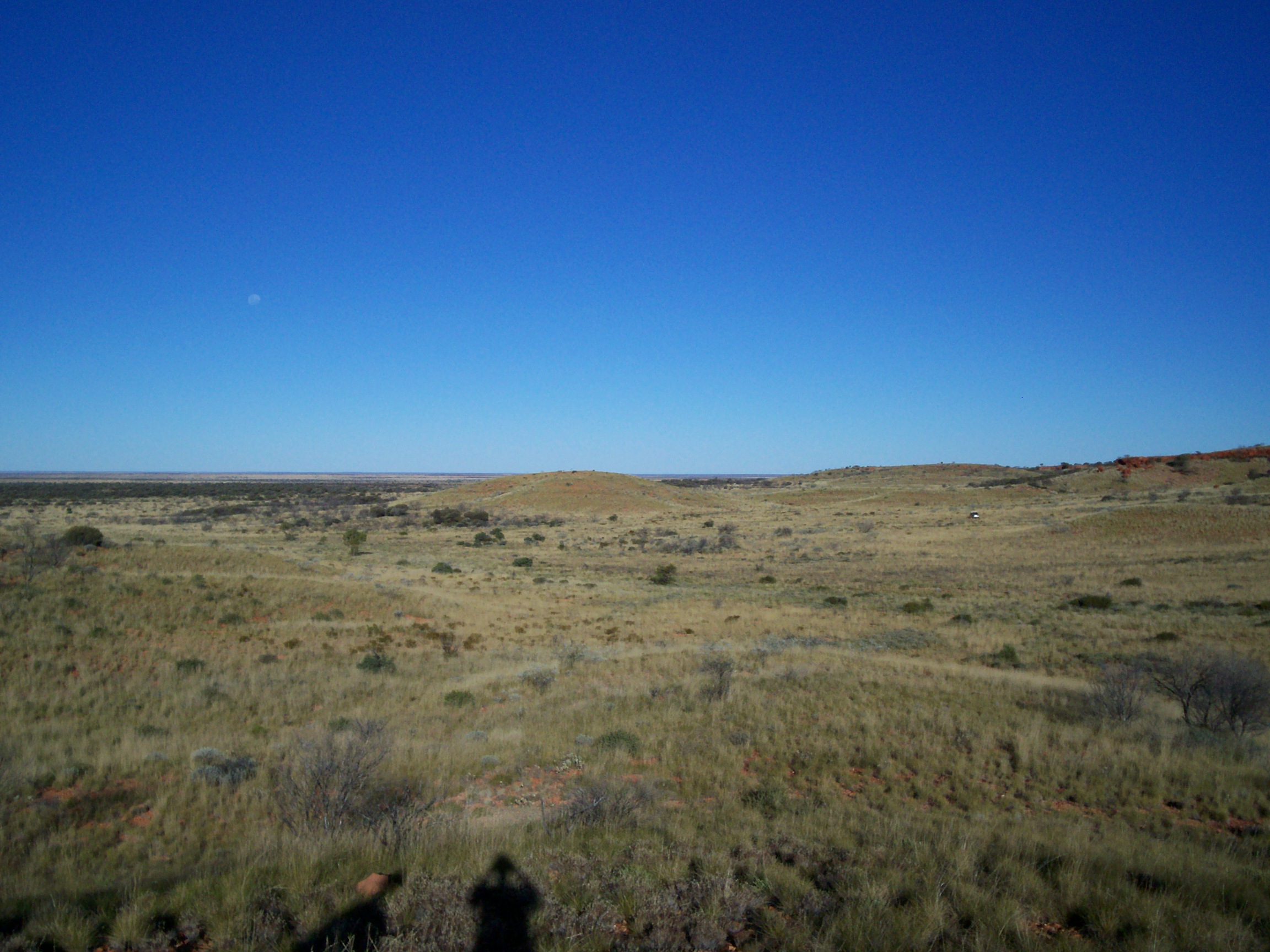
Der Blick von der Alfred and Marie Range zeigt die Gibsonwüste im Hintergrund

Die Gibsonwüste (engl.: Gibson Desert) ist eine australische Wüste im Bundesstaat Western Australia. Ihre Größe beträgt 156.300 km². Sie liegt sehr abgelegen und ist sehr dünn besiedelt.
Fast die gesamte Wüste ist heute geschützt: Im Südwesten liegt das streng geschützte Naturreservat Gibson Desert. Wesentlich größer, jedoch nur mit schwachem Schutz ist das Indigenous Protected Area (IPA) Ngaanyatjarra im Osten, das am Nordrand der Wüste in das vergleichbare IPA Kiwirrkurra übergeht. Westlich des Naturreservats geht das relativ weitreichend geschützte IPA Birriliburu über den Westrand der Wüste hinaus. Alle IPA liegen auf Aborigine-Land und werden von ihnen gemanagt.

## Entdeckungsgeschichte
Ihren Namen erhielt die Gibsonwüste vom britischen Entdecker Ernest Giles zum Gedenken an Alfred Gibson, der bei einer Expedition, die 1873–1874 die Wüste zu durchqueren versuchte, verschollen ging. Giles und Gibson waren zu zweit vorausgeritten, um das Gelände zu erkunden. Dabei starb Gibsons Pferd und Giles schickte ihn mit seinem eigenen Pferd ins Lager zurück, um Hilfe zu holen. Als Giles acht Tage später zu Fuß und fast völlig erschöpft dort wieder eintraf, war Gibson nicht angekommen. Trotz mehrtägiger Suche wurde er nicht mehr gefunden.

## Landschaft
Die Landschaft ist von Sandebenen, Dünenfeldern, niedrigen Felsenrücken und lateritischen Hochländern geprägt. Kleine Salzseen liegen im Zentrum der Wüste und im Südwesten, darunter der Lake Baker. In der Gibsonwüste befinden sich zwei Sedimentbecken, das Officer- und Canningbecken. Diese sind ein Teil des Großen Artesischen Beckens.

## Klima
Das Wüstenklima ist durch sehr heiße Sommer gekennzeichnet, in denen die durchschnittliche Temperatur im Januar 36 °C betragen kann. Im Winter erreicht die tiefste Durchschnittstemperatur 6 °C, wobei die Tagestemperatur 21 °C beträgt. Die jährlichen Niederschläge betragen 150 mm bis 200 mm. Der Großteil des Regens fällt während der rund 20 bis 30 Gewitter pro Jahr.

## Fauna und Flora
Auf den lateritischen Hochländern wächst Mulga-Gebüsch und Grasland Spinifex-Gras (Triodia basedowii). Die roten Dünenfelder und die Sandebenen sind von Gebüschen wie Akazien, Hakea und Grevilleen bewachsen, die sich über Spinifex-Grasland (Triodia pungens) erheben. Auf den Hochländern im Norden wachsen Gebüsch-Steppen und im Süden Mulga-Gebüsch. In den Gebieten, die durch Schwemmlandgebiet aus dem Paleozän und Quartär geprägt worden sind, erheben sich Wälder über die Graslandschaften aus verschiedenen Coolibah-Baumarten (Arten der Eukalypten).
Neben dem Roten Riesenkänguru leben auch Emus in der Gibsonwüste. Die ursprüngliche Tierwelt bedrohen Katzen und Füchse. Kaninchen und die zahlreichen freilaufenden Kamele gefährden die Wüstenpflanzen in ihrem Bestand.

## Infrastruktur, Bevölkerung, Künstler

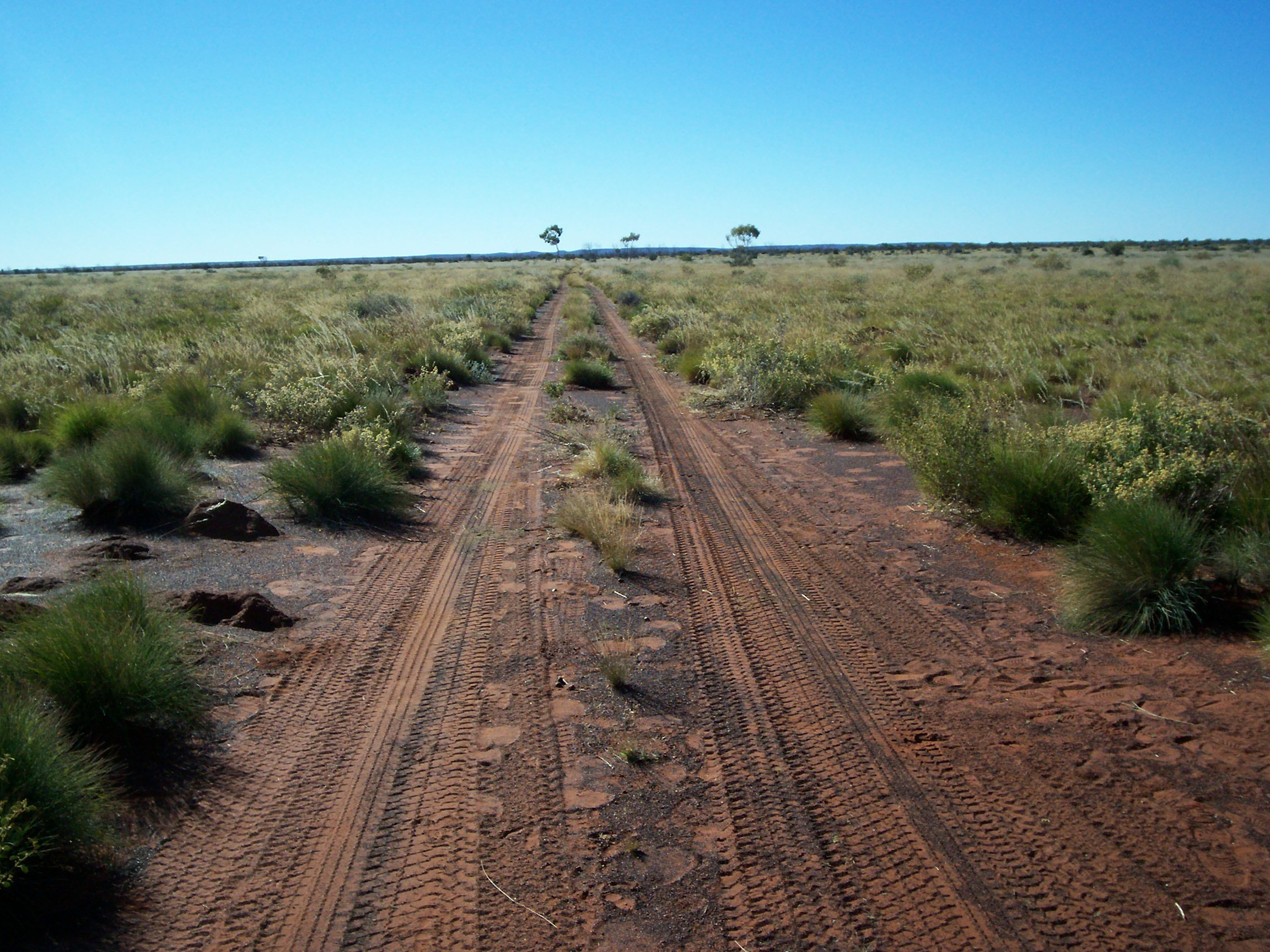
Gary Highway

Das menschenarme Wüstengebiet wird im Wesentlichen durch zwei Straßen erschlossen, die unbefestigt und in der Regenzeit nicht befahrbar sind. In ostwestlicher Richtung führt der Gary Highway von Alice Springs nach Papunya und weiter bis zur Canning Stock Route. Die Canning Stock Route quert die Gibson-Wüste in Wiluna beginnend in nordöstlicher Richtung.
In den 1950er Jahren wurde in Wiluna eine Aborigines-Missionsstation mit Hilfe der Regierung durch die Kirche errichtet, da in Maralinga ein Nukleartestgelände durch die Briten errichtet wurde und die dortigen Aborigines aus diesem Gebiet vertrieben wurden. Wie verlassen dieses Wüstenareal ist, wurde im Oktober 1984 weltweit bekannt, als der letzte nomadisch lebende Clan der Aborigines, die Pintupi Nine aus der Gibson-Wüste, erstmals in Kontakt mit der weißen Bevölkerung kam. Die Pintupi galten bis dahin als eines der weltweit letzten isolierten Völker.
In dem Wüstengebiet leben zudem die Aborigines der Luritja. Die größte Population befindet sich in Warburton am östlichen Ende der Gibson-Wüste. Ein weiterer großer Ort ist Wiluna, es gibt aber auch weitere kleinere Aborigines-Siedlungen. In der Umgebung von Warburton wird Gold- und Silberbergbau betrieben und bei Wiluna befindet sich ein Gold- und Uranvorkommen, letzteres ist derzeit noch nicht im Abbau.
Die Gibson-Wüste ist ein Teil des Kulturareal Western Desert. In der Gibson-Wüste leben bekannte Künstler der Aborigines, die dem Kunststil des Dot-Painting zugeordnet werden.